# Comuna de Wyśmierzyce
Wyśmierzyce (polaco: Gmina Wyśmierzyce) é uma gminy (comuna) na Polónia, na voivodia de Mazóvia e no condado de Białobrzeski. A sede do condado é a cidade de Wyśmierzyce.
De acordo com os censos de 2004, a comuna tem 2909 habitantes, com uma densidade 27,9 hab/km².

## Área
Estende-se por uma área de 104,31 km², incluindo:
- área agricola: 55%
- área florestal: 39%

## Demografia
Dados de 30 de Junho 2004:
|                      | Total   | Total | Mulheres | Mulheres | Homens  | Homens |
| -------------------- | ------- | ----- | -------- | -------- | ------- | ------ |
|                      | pessoas | %     | pessoas  | %        | pessoas | %      |
| População            | 2909    | 100   | 1411     | 48,5     | 1498    | 51,5   |
| Densidade (pop./km²) | 27,9    | 100   | 13,5     | 13,5     | 14,4    | 14,4   |

De acordo com dados de 2002, o rendimento médio per capita ascendia a 1306,29 zł.

## Subdivisões
- Grzmiąca, Jabłonna, Korzeń-Klamy, Kostrzyn, Kozłów-Kiedrzyn, Kożuchów, Olszowe, Paprotno, Redlin-Wólka, Romanów, Ulaski Grzmiąckie, Witaszyn.

## Comunas vizinhas
- Białobrzegi, Klwów, Mogielnica, Nowe Miasto nad Pilicą, Potworów, Promna, Radzanów